# Mediana (estatística)
Mediana é o valor que separa a metade maior e a metade menor de uma amostra, uma população ou uma distribuição de probabilidade. Em termos mais simples, mediana pode ser o valor do meio de um conjunto de dados. No conjunto de dados {1, 3, 3, 6, 7, 8, 9}, por exemplo, a mediana é 6. Se houver um número par de observações, não há um único valor do meio. Então, a mediana é definida como a média dos dois valores do meio. No conjunto de dados {3, 5, 7, 9}, a mediana é {\displaystyle {\frac {5+7}{2}}=6}.
A mediana é uma medida comum das propriedades de conjuntos de dados em estatística e em teoria das probabilidades, com importância central na estatística robusta. A estatística robusta é mais resistente, com ponto de ruptura de 50%. A mediana não fornece resultados arbitrariamente grandes desde que mais da metade dos dados não esteja contaminada.
A vantagem da mediana em relação à média é que a mediana pode dar uma ideia melhor de um valor típico porque não é tão distorcida por valores extremamente altos ou baixos. Em estudos estatísticos sobre renda familiar ou outros ativos voláteis, a média pode ser distorcida por um pequeno número de valores extremamente altos ou baixos.

## História

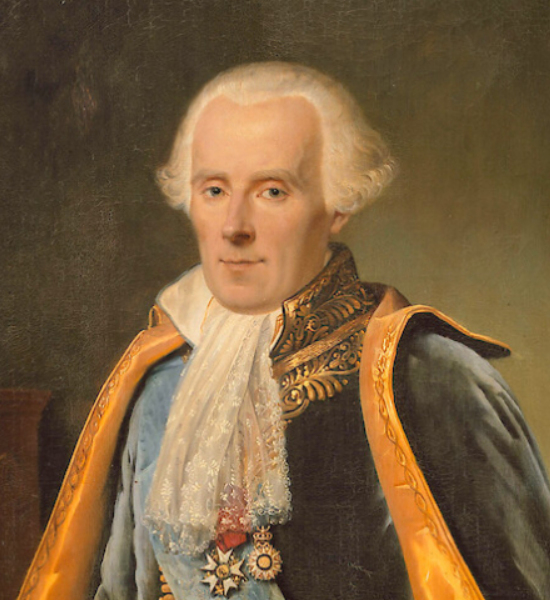
Pierre Simon Laplace

A ideia de mediana aparece no século XIII no Talmude e mais tarde no livro Certaine Errors in Navigation, na seção sobre determinação da localização com bússola. O livro foi escrito pelo matemático Edward Wright em 1599, que achou que o valor era o mais provável de ser o correto em uma série de observações.
Em 1757, Ruđer Bošković desenvolve um método de regressão baseado no espaço L1 e implicitamente na mediana. Em 1774, Pierre Simon Laplace sugere o uso da mediana como o estimador padrão do valor da média de uma distribuição posteriori: o critério foi minimizar a magnitude esperada do erro {\displaystyle |\alpha -\alpha ^{*}|}, em que {\displaystyle \alpha ^{*}} é a estimativa e {\displaystyle \alpha } é o valor real. O método de Laplace foi amplamente rejeitado por 150 anos em favor do método dos mínimos quadrados de Carl Friedrich Gauss e de Adrien-Marie Legendre, o qual minimiza {\displaystyle (\alpha -\alpha ^{*})^{2}} para obter a média. A distribuição, tanto da média da amostra, quanto da mediana da amostra, foi determinada por Laplace no início dos anos 1800.
Em 1843, Antoine Augustin Cournot foi o primeiro matemático a usar o termo mediana para o valor que divide a distribuição de probabilidade em duas metades iguais. Gustav Fechner usou o termo mediana para fenômenos sociológicos e psicológicos. Mediana tinha sido usada anteriormente apenas na astronomia e em áreas correlatas. Embora tenha sido usada anteriormente por Laplace, Fechner popularizou a mediana na análise formal de dados.
Em 1881, Francis Galton usou o termo mediana em Inglês depois de usar os termos middle-most value em 1869 e medium em 1880.

## Conceitos básicos

Comparação entre média, mediana e moda de duas distribuições log–normal com diferentes dispersões.

A mediana é usada principalmente em distribuições distorcidas, que resumem a tendência central diferentemente da média aritmética. Seja o multiconjunto {1, 2, 2, 2, 3, 14}. Por ser menos susceptível a valores excepcionalmente altos ou baixos, a mediana de valor 2 pode ser uma melhor indicação de tendência central que a média aritmética de valor 4.
Mediana é uma técnica comum na estatística descritiva e representação de dados estatísticos, uma vez que é fácil de calcular e simples de entender e fornece uma medida mais robusta na presença de outliers (valores atípicos) que a média. Entretanto, a relação empírica amplamente citada entre as localizações relativas da média e da mediana para distribuições distorcidas (a média está a direita da mediana para distribuições distorcidas a direita e a média está a esquerda da mediana para distribuições distorcidas a esquerda) geralmente não é verdadeira. No entanto, há várias relações para a diferença absoluta entre elas.
Mediana não identifica um valor específico dentro de um conjunto de dados, uma vez que mais de um valor pode ter o valor da mediana. Com um número par de observações, nenhum valor precisa ter exatamente o valor da mediana. Porém, o valor da mediana é unicamente determinado pela definição usual.
Como é baseada no valor do meio de um conjunto de dados, não é necessário saber os valores dos elementos extremos para calcular a mediana. Seja um teste psicológico que pretende investigar o tempo necessário para resolver um problema. Se um pequeno número de pessoas não conseguir resolver um problema em um determinado tempo, a mediana ainda pode ser calculada.

## Cálculos básicos

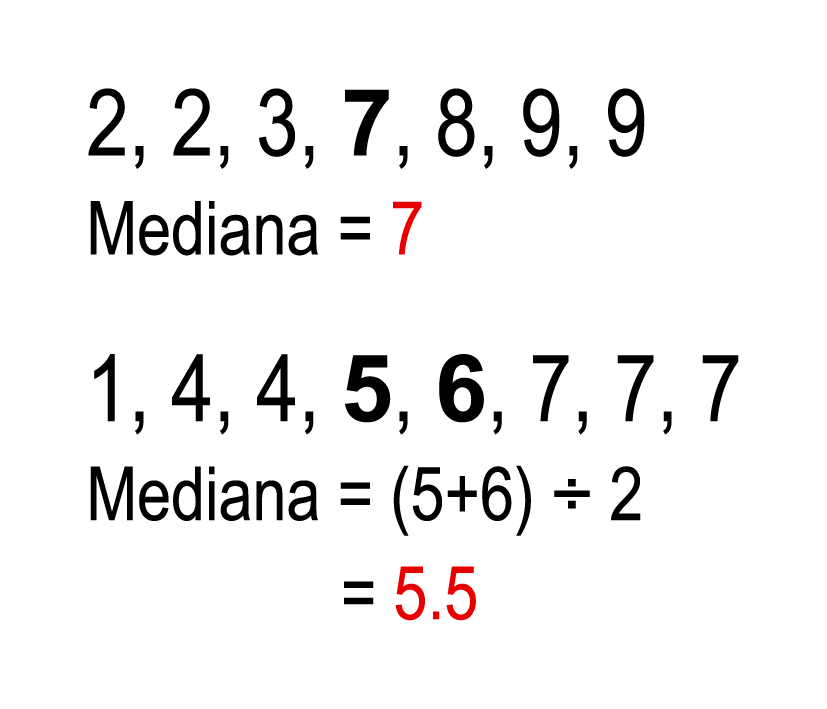
Em cima: a mediana de um conjunto de dados com número ímpar de elementos. No conjunto de dados 2, 2, 3, 7, 8, 9, 9 a mediana é 7. Embaixo: a mediana de um conjunto de dados com número par de elementos. No conjunto de dados 1, 4, 4, 5, 6, 7, 7, 7 a mediana é

A mediana de uma lista finita de números pode ser encontrada organizando os números do menor para o maior. Se houver um número ímpar de elementos, o número do meio é o valor do meio {\displaystyle {\frac {n+1}{2}}} (na amostra de sete elementos {1, 3, 3, 6, 7, 8, 9}, a mediana é 6).  Se houver um número par de elementos, não há um único valor do meio. Então, a mediana é definida como a média dos dois valores do meio {\displaystyle {\frac {n}{2}}} e {\displaystyle {\frac {n}{2}}+1} (na amostra de oito elementos {1, 2, 3, 4, 5, 6, 8, 9}, a mediana é a média {\displaystyle {\frac {4+5}{2}}=4,5}). Em termos mais técnicos, é a interpretação da mediana como mid-range.
A fórmula usada para encontrar a posição de um valor do meio em uma amostra de {\displaystyle n} elementos organizados em ordem crescente é {\displaystyle {\frac {n+1}{2}}}, que fornece tanto o valor médio para um número ímpar de elementos quanto o ponto médio entre dois valores do meio para um número par de elementos. Em uma amostra de quatorze elementos, o resultado da fórmula é 7,5 e a mediana é a média entre o sétimo e o oitavo elemento (também é possível calcular a mediana com o diagrama ramo-e-folha).
Não há uma notação padrão amplamente aceita para a mediana, mas alguns autores representam a mediana de uma variável {\displaystyle X} como {\displaystyle {\tilde {X}}}, como {\displaystyle \mu _{\frac {1}{2}}} e às vezes como {\displaystyle M}. Em qualquer um dos casos, o uso dos mesmos ou de outros símbolos para a mediana precisam ser explicitamente definidos quando são introduzidos.

## Exemplos

Ilustração do cálculo da mediana para uma população com número ímpar de valores. Em uma população com número ímpar de valores, a mediana é o valor que separa a metade maior e a metade menor de uma amostra. Para a população {2, 2, 3, 7, 8, 9, 9}, a mediana é 7.

### População com número de elementos ímpar
Para a população {\displaystyle \{1,3,5,7,9\}}, a posição do valor médio é:
{\displaystyle {\frac {n+1}{2}}={\frac {5+1}{2}}=3},
em que {\displaystyle n} é o número de dados ou de elementos da amostra.
Logo, a mediana é o terceiro elemento (5) e é igual a média (5).
Para a população {\displaystyle \{1,2,4,10,13\}}, a posição do valor médio é a mesma
{\displaystyle {\frac {n+1}{2}}={\frac {5+1}{2}}=3}
em que {\displaystyle n} é o número de dados ou de elementos da amostra.
Logo, a mediana é o terceiro elemento (4), mas não é igual a média (6).

### População com número de elementos par
Para a população {\displaystyle \{1,2,4,8,9,18\}}, não há valor com a posição 3,5. Logo a mediana é calculada por meio da média dos valores centrais, o terceiro e o quarto elemento. O valor da mediana é: {\displaystyle {\frac {4+8}{2}}=6}. Já o valor da média é 7.
Em um conjunto de dados com números repetitivos {\displaystyle \{4,5,5,6,6,6,6,6,(6),(7),7,8,8,9,9,10,11,13\}}, a mediana também é calculada por meio da média dos valores centrais, o nono e o décimo elemento. O valor da mediana é:
{\displaystyle {\frac {6+7}{2}}=6,5}.

## Mediana para dados ordenados

Visualização geométrica da moda, mediana e média de uma função densidade arbitrária.

Mediana pode ser usada como medida de tendência central, medida de posição ou medida de localização quando a distribuição é distorcida, quando os valores finais não são conhecidos ou quando importâncias reduzidas são anexadas aos outliers (por exemplo, quando podem existir erros de medição). A mediana é definida por dados unidimensionais ordenados e é independente de qualquer distância métrica (por exemplo, a média geométrica é definida por qualquer número de dimensões).
A mediana é uma das alternativas para resumir os valores típicos associados aos elementos da população estatística. Logo, a mediana é um possível parâmetro de localização. A mediana é o 2° quartil, 5° decil e 50° percentil. Ela pode ser calculada para dados ordenados, mas não para dados categóricos (por exemplo, é possível calcular a mediana das notas de estudantes avaliados entre A e F, mas não é possível calcular a mediana entre os sexos ou entre as nacionalidades dos estudantes).
Quando a mediana é usada como parâmetro de localização na estatística descritiva, há várias opções de medidas de dispersão como a amplitude, o intervalo interquartil, o desvio absoluto da média e o desvio absoluto da mediana.
Para objetivos práticos, diferentes medidas de localização e de dispersão são frequentemente comparados com base em o quão bem os valores populacionais correspondentes podem ser estimados a partir da amostra. Inclusive, a mediana tem boas propriedades para tais estimativas. Embora não sejam geralmente ótimas, as propriedades da mediana são razoavelmente boas quando determinada distribuição de população é conhecida.
Por exemplo, a comparação da eficiência de estimadores candidatos mostra que a média amostral é mais eficiente que a mediana amostral quando os dados não estão contaminados por dados de distribuições de cauda pesada ou de misturas de distribuição, mas que a média amostral é menos eficiente que a mediana amostral em caso contrário, o que acontece em uma ampla variação de distribuições. Especificamente, a mediana tem 64% de eficiência em comparação com a variação mínima da média para amostras normais grandes, o que significa que a variância da mediana é aproximadamente 50% maior que a variância da média.

## Distribuições de probabilidade

Ilustração do comportamento das medidas de tendência central em uma distribuição simétrica (por exemplo, uma distribuição normal) quando alterada a dispersão dos dados. A curva vermelha descreve a densidade de probabilidade no espaço amostral e a linha azul representa a localização da média (azul), da mediana (amarelo) e da moda (verde) do conjunto de dados.

Ilustração do comportamento das medidas de tendência central em uma distribuição assimétrica negativa quando alterada a dispersão dos dados. A curva vermelha descreve a densidade de probabilidade no espaço amostral, a linha azul (à esquerda) representa a média, a linha amarela (ao meio) representa a mediana e a linha verde (à direita) representa a moda do conjunto de dados.

Ilustração do comportamento das medidas de tendência central em uma distribuição assimétrica positiva (por exemplo, uma distribuição qui-quadrado) quando alterada a dispersão dos dados. A curva vermelha descreve a densidade de probabilidade dos dados no espaço amostral, a linha azul (à direita) representa a média, a linha amarela (ao meio) representa a mediana e a linha verde (à esquerda) representa a moda do conjunto de dado

Ilustração do comportamento das medidas de tendência central em uma distribuição bimodal, formada por outras duas distribuições com seus respectivos parâmetros, que transita entre distribuição assimétrica positiva, distribuição assimétrica negativa e distribuição simétrica conforme as dispersões dos dados no espaço amostral são alteradas. A curva vermelha descreve a densidade de probabilidade dos dados no espaço amostral, a linha azul representa a média, a linha amarela representa a mediana e a linha verde representa a moda do conjunto de dados.

Para qualquer distribuição de probabilidade em {\displaystyle \mathbb {R} } com função distribuição acumulada {\displaystyle F}, independentemente do tipo de distribuição de probabilidade contínua, em particular, uma distribuição absoluta contínua com função densidade ou uma distribuição discreta, uma mediana é definida como qualquer número real {\displaystyle m} que satisfaz as desigualdades:
{\displaystyle \operatorname {P} (X\leq m)\geq {\frac {1}{2}}{\text{ ou }}\operatorname {P} (X\geq m)\geq {\frac {1}{2}}\,\!}
ou igualmente as desigualdades:
{\displaystyle \int _{(-\infty ,m]}dF(x)\geq {\frac {1}{2}}{\text{ ou }}\int _{[m,\infty )}dF(x)\geq {\frac {1}{2}}\,\!},
em que a integral de Lebesgue–Stieltjes é usada.
Para uma distribuição de probabilidade absoluta contínua com função densidade {\displaystyle f}, a mediana satisfaz:
{\displaystyle \operatorname {P} (X\leq m)=\operatorname {P} (X\geq m)=\int _{-\infty }^{m}f(x)\,dx={\frac {1}{2}}.\,\!}
Qualquer distribuição de probabilidade em {\displaystyle \mathbb {R} } tem pelo menos uma mediana, mas ela pode ter mais de uma mediana. Quando a mediana é única, alguns estatísticos falam da mediana corretamente. Quando a mediana não é única, alguns estatísticos falam da mediana informalmente.

### Medianas de distribuições particulares
Medianas de certos tipos de distribuições podem ser calculadas facilmente a partir dos seus parâmetros. Medianas existem mesmo para algumas distribuições sem média bem definida como a distribuição de Cauchy:
- Uma mediana de uma distribuição simétrica que possui uma média μ também possui valor μ.[24]
  - Uma mediana de uma distribuição normal com média μ e variância σ2 possui valor μ. Para uma distribuição normal, média = mediana = moda.[24]
  - Uma mediana de uma distribuição uniforme no intervalo [a, b] possui valor {\displaystyle {\frac {a+b}{2}}}, que também é a média.[25]
  - Uma mediana de uma distribuição de Cauchy com parâmetro de localização x0 e parâmetro de escala y possui valor x0 (parâmetro de localização).[26]
- Uma mediana de uma lei de potência x−a, com expoente a > 1 é 21/(a − 1)xmin, em que xmin é o valor mínimo para que a lei de potência exista.[27]
- Uma mediana de uma distribuição exponencial com parâmetro de taxa λ é o logaritmo natural de 2 dividido pelo parâmetro de taxa λ−1ln 2.[28]
- Uma mediana de uma distribuição de Weibull com parâmetro de forma k e parâmetro de escala λ é λ(ln 2)1/k. [29]

## Propriedades

### Propriedade da otimização
O erro absoluto médio de uma variável real {\displaystyle c} com relação a uma variável aleatória {\displaystyle X} é {\displaystyle E(\left|X-c\right|)\,}, em que {\displaystyle |\cdot |} é o valor absoluto. Seja {\displaystyle X} uma variável aleatória tal que a esperança {\displaystyle E(\left|X-c\right|)\,}existe. Então, {\displaystyle m} é a mediana de {\displaystyle X} se e somente se {\displaystyle m} for minimizador do erro absoluto médio com relação à {\displaystyle X}: {\displaystyle m={\mbox{arginf}}_{c\in \mathbb {R} }\ E(\left|X-c\right|)\,}. Em particular, {\displaystyle m} é a mediana da amostra se e somente se {\displaystyle m} for minimizador da média aritmética dos desvios absolutos.
Em termos mais gerais, uma mediana é definida como o minimizador de {\displaystyle E(\left|X-c\right|-\left|X\right|)}, como discutido abaixo na seção sobre medianas multivariadas, especialmente mediana espacial. Essa definição baseada na otimização da mediana é útil em análise de dados estatísticos como no agrupamento de k-medians.

### Distribuições unimodais
É possível mostrar para uma distribuição modal que a mediana {\displaystyle {\tilde {X}}} e a média {\displaystyle {\bar {X}}} estão dentro de {\displaystyle {\Bigl (}{\frac {3}{5}}{\Bigr )}^{\frac {1}{2}}\approx 0,7746} desvio-padrão de cada uma.
Em símbolos,
{\displaystyle {\frac {\left|{\tilde {X}}-{\bar {X}}\right|}{\sigma }}\leq {\Bigl (}{\frac {3}{5}}{\Bigr )}^{\frac {1}{2}}}.
Uma relação semelhante é mantida entre a mediana e a moda, que estão dentro de {\displaystyle 3^{\frac {1}{2}}\approx 1,732} desvio-padrão de cada uma. Em símbolos,
{\displaystyle {\frac {\left|{\tilde {X}}-\mathrm {moda} \right|}{\sigma }}\leq 3^{\frac {1}{2}}.}

### Desigualdade entre média e mediana
Se a distribuição de probabilidade tiver variância finita, a distância entre a mediana e a média é limitada por um desvio-padrão. Esse limite foi provado por Mallows, que usou a desigualdade de Jensen duas vezes:
{\displaystyle \left|\mu -m\right|=\left|\mathrm {E} (X-m)\right|\leq \mathrm {E} \left(\left|X-m\right|\right)\leq \mathrm {E} \left(\left|X-\mu \right|\right)\leq {\sqrt {\mathrm {E} ((X-\mu )^{2})}}=\sigma .}
A primeira e a terceira desigualdade vêm da desigualdade de Jensen aplicada à função de valor absoluto e à função quadrada, ambas convexas. A segunda desigualdade vem da minimização da função de desvio absoluto pela mediana, em que: {\displaystyle a\mapsto \mathrm {E} (\left|X-a\right|)}.
Essa prova pode facilmente ser generalizada para uma versão multivariada da desigualdadeː{\displaystyle \left\|\mu -m\right\|=\left\|\mathrm {E} (X-m)\right\|\leq \mathrm {E} \|X-m\|\leq \mathrm {E} (\left\|X-\mu \right\|)\leq {\sqrt {\mathrm {E} (\|X-\mu \|^{2})}}={\sqrt {\mathrm {trace} (\mathrm {var} (X))}}},
em que {\displaystyle m} é uma mediana espacial. Isto é, em que {\displaystyle m} é um minimizador da função {\displaystyle a\mapsto \mathrm {E} (\left\|X-a\right\|).\,}
A mediana espacial é única quando a dimensão do conjunto de dados é igual ou maior que dois. Uma prova alternativa usa a desigualdade unilateral de Chebyshev, que aparece em uma desigualdade em parâmetros de localização e de escala.
Demonstração: dada uma amostra de 40 casas com seus respectivos números de quartos, em {\displaystyle rol:1;1;1;1;1;1;1;1;1;1;2;2;2;2;2;2;2;2;2;{\color {olive}{2;2}};2;2;2;2;3;3;3;3;4;4;4;4;4;4;5;5;15;18;41}.
Temos que a {\displaystyle {\color {olive}{\text{Mediana = 2}}}{\text{ e a Média}}({\bar {x}})=4}.
Essa distância entre mediana (2) e média (4), que no exemplo é o dobro, explica que há muitas observações com valores próximos à mediana, contudo, também existem extremos que influenciam na média (no caso, a influência vem de existir três casas com mais quartos: 15, 18 e 41).
Pela demonstração se evidencia que a mediana não é sensível às variações de seus extremos.

### Desigualdade de Jensen
A desigualdade de Jensen afirma que para qualquer variável aleatória {\displaystyle X} com esperança finita, {\displaystyle E(X)<\infty }, para qualquer função convexa {\displaystyle f}:
{\displaystyle f(E(X))\leq E(f(X))}
Se {\displaystyle X} é uma variável real com uma mediana única {\displaystyle m} e {\displaystyle f} é uma função {\displaystyle C}. Então:
{\displaystyle f(m)\leq \operatorname {Mediana} (f(X))}.
Uma função {\displaystyle C} é uma função real definida no conjunto dos números reais {\displaystyle \mathbb {R} }, sendo que para qualquer {\displaystyle t} real:
{\displaystyle f^{-1}((-\infty ,t])=\{x\in R\mid f(x)\leq t\}}
é um intervalo fechado, um singleton ou um conjunto vazio.

### Cálculo para grandes amostras
Embora os {\displaystyle n} itens de algoritmo de ordenação requeiram O (n log n) operações, algoritmos de seleção podem computar o menor k-ésimo de {\displaystyle n} itens com apenas O(n) operações. Isso inclui a mediana, a {\displaystyle n/2} ésima ordem estatística (ou para um número par de amostrar, a média das duas ordens estatísticas médias).
Os algoritmos de seleção também tem a desvantagem de requerer uma memória O(n), que significa que eles precisam ter a memória da amostra inteira ou da porção de tamanho linear da amostra. Como o requisito da memória pode ser restritivo (assim como o requisito do tempo linear), vários procedimentos de estimativa para a mediana tem sido desenvolvidos.
Um procedimento de estimativa simples é a mediana de regra três, que estima a mediana como a mediana de uma subamostra de três elementos. Seja {\displaystyle A} uma amostra com elementos {\displaystyle A[i],i=1,\dots ,n}. Então
{\displaystyle med3(A)=mediana(A[1],A[n/2],A[n])}
Isso é comumente usada como uma subrotina do algoritmo de classificação quicksort, que usa uma estimativa da mediana de input. Uma estimativa mais robusta é a nona de Tukey, a mediana de regra três aplicada com recurso limitadoː
{\displaystyle nona(A)=med3(med3(A[1,...,n/3]),med3(A[n/3+1,...,2n/3]),med3(A[2n/3+1,...,n]))}.
Por exemplo, temos uma amostra {\displaystyle A} com elementos {\displaystyle A=\{8,5,1,7,12,3,2,9,15\}}. Então
{\displaystyle med3(A[1,2,3])=mediana(8,5,1)=5},
{\displaystyle med3(A[4,5,6])=mediana(7,12,3)=7},
{\displaystyle med3(A[7,8,9])=mediana(2,9,15)=9},
e
{\displaystyle nona(A)=mediana(5,7,9)=7}. 
Esse estimador "re–mediana" requer um tempo linear e uma memória sublinear, operando em uma única passagem sobre a amostra.

### Distribuição de mediana amostral
A distribuição tanto da média da amostra quanto da mediana da amostra foram determinadas por Laplace. A distribuição da mediana da amostra de uma população com uma função densidade {\displaystyle f(x)} é assintoticamente normal com média {\displaystyle m} e variância
{\displaystyle {\frac {1}{4nf(m)^{2}}}},
em que {\displaystyle m} é o valor médio da distribuição e {\displaystyle n} é o tamanho da amostra. Na prática, {\displaystyle f(m)={\frac {1}{2}}} por definição.
Os resultados também têm sido estendidos. É sabido que para o {\displaystyle p}–ésimo quantil a distribuição da {\displaystyle p}–ésima amostra é assintoticamente normal em torno do {\displaystyle p}–ésimo quantil com variância igual a
{\displaystyle {\frac {p(1-p)}{nf(x_{p})^{2}}}},
em que {\displaystyle f(x_{p})} é o valor da densidade de distribuição no  {\displaystyle p}–ésimo quantil. 
No caso de uma variável discreta, a distribuição da amostra da mediana para pequenas amostras pode ser estudada da seguinte maneira. Seja um tamanho de amostra com número ímpar de elementos {\displaystyle N=2n+1}. Se um dado valor {\displaystyle v} for a mediana da amostra, então duas condições devem ser satisfeitas.
- No máximo, {\displaystyle n} observações podem ter valor menor ou igual a {\displaystyle v-1}.[52]
- No mínimo, {\displaystyle n+1} observações devem ter valor menor ou igual a {\displaystyle v}.[52]

Seja {\displaystyle i} o número de observações com valor menor ou igual a {\displaystyle v-1}. Seja {\displaystyle j} o número de observações com valor exato {\displaystyle v}. Então, {\displaystyle i} tem valor mínimo 0 e valor máximo {\displaystyle n}, enquanto {\displaystyle j} tem valor mínimo {\displaystyle n+1-i} (para totalizar pelo menos {\displaystyle n+1} observações) e valor máximo {\displaystyle 2n+1-i} (para totalizar pelo menos {\displaystyle 2n+1} observações).
Se uma observação tem valor menor ou maior que {\displaystyle v}, não é relevante o quão abaixo ou o quão acima de {\displaystyle v} é o valor. Logo, é possível representar as observações pela distribuição trinomial com probabilidades {\displaystyle F(v-1)}, {\displaystyle f(v)}  e  {\displaystyle 1-F(v)}.  Portanto, a probabilidade de a mediana {\displaystyle m} ter valor {\displaystyle v} é dada por:
{\displaystyle P(m=v)=\sum _{i=0}^{n}\sum _{j=n+1-i}^{2n+1-i}{\frac {(2n+1)!}{i!j!(2n+1-i-j)!}}[F(v-1)]^{i}[f(v)]^{j}[1-F(v)]^{2n+1-i-j}.}
Somar isso a todos os valores {\displaystyle v} define uma distribuição apropriada e fornece uma soma unitária. Embora a função {\displaystyle f(v)} geralmente não seja conhecida, ela pode ser estimada de uma distribuição de frequência observada. É o exemplo da tabela seguinte. Embora a distribuição atual não seja conhecida, a amostra de 3.800 observações permite uma avaliação suficientemente precisa de {\displaystyle f(v)}.
| v    | 0     | 0,5   | 1     | 1,5   | 2     | 2,5   | 3     | 3,5   | 4     | 4,5   | 5     |
| ---- | ----- | ----- | ----- | ----- | ----- | ----- | ----- | ----- | ----- | ----- | ----- |
| f(v) | 0,000 | 0,008 | 0,010 | 0,013 | 0,083 | 0,108 | 0,328 | 0,220 | 0,202 | 0,023 | 0,005 |
| F(v) | 0,000 | 0,008 | 0,018 | 0,031 | 0,114 | 0,222 | 0,550 | 0,770 | 0,972 | 0,995 | 1,000 |

Com os dados é possível investigar o efeito do tamanho da amostra nos erros padrões da média e da mediana. A média observada é 3,16. A mediana bruta observada é 3 e a mediana interpolada observada é 3,174. A tabela seguinte fornece algumas estatísticas de comparação. O erro padrão da mediana é dado tanto da expressão {\displaystyle P(m=v)} quanto da aproximação assintótica dadas anteriormente.
| TAMANHO DA AMOSTRA                               | 3     | 9     | 15    | 21    |
| ------------------------------------------------ | ----- | ----- | ----- | ----- |
| Valor esperado da mediana                        | 3,198 | 3,191 | 3,174 | 3,161 |
| Erro padrão da mediana                           | 0,482 | 0,305 | 0,257 | 0,239 |
| Erro padrão da mediana (aproximação assintótica) | 0,879 | 0,508 | 0,393 | 0,332 |
| Erro padrão da média                             | 0,421 | 0,243 | 0,188 | 0,159 |

O valor esperado da mediana diminui ligeiramente à medida que a medida da amostra aumenta, uma vez que os erros padrão tanto da média quanto da mediana são proporcionais à raiz quadrada inversa do tamanho da amostra.
No caso de uma variável contínua, o argumento seguinte pode ser usado. Se um dado valor {\displaystyle v} for a mediana, então uma observação precisa assumir o valor {\displaystyle v}. A probabilidade elementar é {\displaystyle f(v)dv}. Então, {\displaystyle n} das {\displaystyle 2n} observações precisam ser maiores que {\displaystyle v} e as outras {\displaystyle n} das {\displaystyle 2n} observações precisam ser menores que {\displaystyle v}. A probabilidade é o {\displaystyle n}-ésimo termo de uma distribuição binomial com parâmetros {\displaystyle F(v)} e {\displaystyle 2n}.
Multiplica-se por {\displaystyle 2n+1} porque qualquer uma das observações na amostra pode ser a mediana da observação. Então, a probabilidade elementar da mediana no ponto {\displaystyle v} é dada por:
{\displaystyle f(v){\frac {(2n)!}{n!n!}}[F(v)]^{n}[1-F(v)]^{n}(2n+1)\,dv.}
Introduz-se a função beta. Para os argumentos inteiros {\displaystyle \alpha } e {\displaystyle \beta }, pode-se expressar {\displaystyle \mathrm {B} (\alpha ,\beta )=(\alpha -1)!(\beta -1)!/(\alpha +\beta -1)!}. Também, nota-se que {\displaystyle f(v)=dF(v)/dv}. Usando as relações anteriores e igualando {\displaystyle \alpha } e {\displaystyle \beta } a {\displaystyle (n+1)} permite-se que a última expressão seja escrita como
{\displaystyle {\frac {[F(v)]^{n}[1-F(v)]^{n}}{\mathrm {B} (n+1,n+1)}}\,dF(v)}.
Então, a função densidade da mediana é uma distribuição {\displaystyle \beta } simétrica sobre o intervalo da unidade que suporta {\displaystyle F(v)}. A média é 0,5 e o desvio-padrão (erro padrão da mediana da amostra) é {\displaystyle 1/(2{\sqrt {N+2}})}. Tais condições apenas podem ser usadas se {\displaystyle f(v)} for conhecido ou puder ser assumido, {\displaystyle f(v)} puder ser integrado para encontrar {\displaystyle F(v)} e {\displaystyle F(v)} puder ser invertido, o que nem sempre será o caso. Mesmo quando for o caso, os pontos de corte para {\displaystyle f(v)} podem ser calculados diretamente sem recurso para a distribuição na mediana no intervalo da unidade. Embora seja interessante na teoria, o resultado não é muito útil na prática.

### Estimativa da variância a partir de dados da amostra
O valor {\displaystyle (2f({\displaystyle \nu }))^{-2}}— que é o valor assintótico de {\displaystyle n^{-{\frac {1}{2}}}(\nu -m)}, quando tamanho da amostra {\displaystyle n\to \infty }, em que {\displaystyle \nu } é a mediana da população — tem sido estudado por diferentes autores. O método jackknife delete one padrão produz resultados inconsistentes. O método delete {\displaystyle k} — em que {\displaystyle k} aumenta com o tamanho da amostra — tem mostrado ser uma alternativa assintoticamente consistente apesar de computacionalmente cara para grandes conjuntos de dados. Uma estimativa bootstrap é conhecida por ser consistente, mas converge muito lentamente (ordem de {\displaystyle n^{-{\frac {1}{4}}}}). Outras alternativas têm sido propostas, porém seus comportamentos podem diferir entre pequenas e grandes amostras.

### Eficiência
Medida como a razão entre a variância da média e a variância da mediana, a eficiência da mediana da amostra depende do tamanho da amostra e da distribuição da população subjacente. Para uma amostra de tamanho {\displaystyle 2n+1} de uma distribuição normal, a razão é
{\displaystyle {\frac {4n}{\pi (2n+1)}}}.
Para grandes amostras ({\displaystyle n} tendendo ao infinito), a razão tende a ser
{\displaystyle {\frac {2}{\pi }}}.

### Outros estimadores
Para distribuições univariadas que são simétricas em relação a uma mediana, o estimador de Hodges–Lehmann é um estimador altamente eficiente e robusto da mediana da população.
Se os dados forem representados por um modelo estatístico especificando uma família particular de distribuições de probabilidade, então estimativas da média podem ser obtidas ajustando a família de distribuições de probabilidade e calculando a mediana teórica da distribuição ajustada. A interpolação de Pareto é uma aplicação quando a população é assumida como tendo um princípio de Pareto.

### Coeficiente de dispersão
O coeficiente de dispersão (CD) é definida como a razão entre o desvio médio absoluto da mediana e a mediana dos dados. É uma medida estatística usada pelos estados norte-americanos de Iowa, Nova Iorque e Dakota do Sul em estimativa de impostos.
Em símbolos,
{\displaystyle CD={\frac {1}{n}}{\frac {\sum |m-x|}{m}}},
em que {\displaystyle n} é o tamanho da amostra, {\displaystyle m} é a mediana da amostra e {\displaystyle x} é a variável. A soma é tomada em toda a amostra. Intervalo de confiança para coeficiente de dispersão quando tamanho da amostra é grande foi derivado por Bonett e Seier.

## Mediana multivariada
Até agora foi discutida mediana univariada, quando a amostra ou a população possuem uma dimensão. Quando a dimensão é igual ou maior que dois, há múltiplos conceitos  que ampliam a definição de mediana univariada. Cada uma das medianas multivariadas concorda com uma mediana univariada quando a dimensão é exatamente um.

### Mediana marginal
A mediana marginal é definida para vetores definidos em relação a um conjunto fixo de coordenadas. A mediana marginal é definida como o vetor, cujos componentes são medianas univariadas. A mediana marginal é fácil de computar, e suas propriedades foram estudadas por Puri e Sen.

### Mediana espacial
Para {\displaystyle N} vetores em um espaço normado, a mediana espacial minimiza a distância média
{\displaystyle a\mapsto {\frac {1}{N}}\sum _{n}{(\left\|x_{n}-a\right\|)},\,}
em que {\displaystyle x_{n}} e {\displaystyle a} são vetores.
A mediana espacial é única quando a dimensão do conjunto de dados é maior ou igual a dois e a norma é euclidiana (ou outra norma estritamente convexa). A mediana espacial também é chamada mediana L1, mesmo quando a norma é euclidiana. Outros nomes são usados especialmente para conjuntos finitos de pontos como mediana geométrica, ponto de Fermat (em mecânica), ponto de Weber ou Fermat-Weber (na teoria da localização geográfica).
Em geral, uma mediana espacial é definida como o minimizador de:
{\displaystyle a\mapsto {\frac {1}{N}}\sum _{n}{(\|x_{n}-a\|-\|x_{n}\|)}\,}.
A definição geral é conveniente para definir uma mediana espacial de uma população em um espaço normal de dimensão finita como para distribuições com uma média finita. Medianas espaciais são definidas por vetores aleatórios com valores no espaço de Banach. A mediana espacial é um estimador altamente robusto e eficiente da tendência central de uma população.

### Outras medianas multivariadas
Uma generalização alternativa da mediana espacial em dimensões maiores que não tem relação com uma métrica particular é o centerpoint (geometria).

## Outros conceitos relacionados a mediana

### Mediana interpolada
Para variáveis discretas, às vezes é útil considerar os valores observados como sendo pontos médios de intervalos contínuos subjacentes. Um exemplo é a escala Likert, em que opiniões ou preferências são expressas em uma escala com um conjunto de números de respostas possíveis.
Se a escala consiste de números inteiros positivos, uma observação do número três pode ser considerada como o intervalo entre 2,50 e 3,50. É possível estimar a mediana da variável subjacente. Seja que 22% das observações tenham valor menor ou igual a dois. Seja que 55% das observações tenham valor menor ou igual a três. Então, 33% das observações tem valor igual a três. Logo, a mediana {\displaystyle m} é três porque é o menor valor de {\displaystyle x} para o qual {\displaystyle F(x)} é maior que a metade.
Entretanto, a mediana interpolada é um lugar entre 2,50 e 3,50. É adicionada metade da largura do intervalo {\displaystyle w} à mediada para ter o limite superior do intervalo da mediana. É subtraída a proporção da largura do intervalo que é igual a proporção de 33% acima da marca de 50%. Em outras palavras, são divididos os 33% em 28% abaixo da mediana e 5% acima da mediana e são subtraídos os {\displaystyle {\frac {5}{33}}} da largura do intervalo do limite superior de 3,50 para resultar em uma mediana interpolada de 3,35. 
Mais formalmente, a mediana interpolada pode ser calculada a partir de:
{\displaystyle m_{\text{int}}=m+w\left[{\frac {1}{2}}-{\frac {F(m)-1/2}{f(m)}}\right]}. 

### Pseudo-mediana
Para distribuições univariadas que são simétricas em torno de mediana, o estimador de Hodges-Lehmann é um estimador da mediana altamente eficiente e robusto; para distribuições não simétricas, o estimador de Hodges-Lehmann também é um estimador da pseudo-mediana populacional altamente eficiente e robusto, em que pseudo-mediana é a mediana de uma distribuição simetrizada e ela é próxima da mediana populacional. O estimador de Hodges-Lehmann tem sido generalizado para distribuições multivariadas.

### Variantes de regressão
O estimador de Theil-Sen é um método para uma regressão linear robusta, baseado no cálculo da mediana dos coeficientes de inclinação.

### Filtro da mediana
Em processamento de imagens raster monocromáticas, há um ruído conhecido como ruído impulsivo quando cada pixel fica independentemente branco ou preto (como alguma pouca probabilidade). Uma imagem construída em mediana de valores de vizinhos mais próximos (como um quadrado 3X3) pode efetivamente reduzir o ruído. 

### Clusterização
Em clusterização, o agrupamento k-medians fornece uma definição de cluster, na qual o critério de maximização da distância entre cluster–medias usado no agrupamento k-means é substituído pela maximização da distância entre cluster–medianas.

### Linha média–mediana
É um método da regressão robusta. A ideia foi concebida em 1940 por Abraham Wald, que sugeriu dividir um conjunto de dados bivariados em duas metades, dependendo do valor do parâmetro independente {\displaystyle x}. A metade da esquerda teria valores menores que a mediana e a metade da direita teria valores maiores que a média. Wald sugeriu tomar as médias da variável dependente {\displaystyle y} e da variável independente {\displaystyle x} da metade da direita e da metade da esquerda e estimar a inclinação da linha juntando esses dois pontos.
Uma ideia similar foi sugerida em 1942 por Nair and Shrivastava, que preferiram dividir a amostra em três partes iguais antes de calcular as médias das subamostras. Em 1951, Brown e Mood propuseram a ideia de usar as medianas em vez de usar as médias de duas subamostras. Tukey combinou as ideias e recomendou dividir a amostra em três subamostras com tamanhos iguais e estimar a linha com base nas medianas das subamostras.

## Estimadores não viesados pela mediana
Um estimador não enviesado pela média minimiza o risco (perda esperada) relacionada à função de perda do erro quadrático, como observado por Gauss. Um estimador não viesado pela mediana minimiza o risco relacionado a função de perda do desvio absoluto, com observado por Laplace.
Há outras funções de perda que são usadas na teoria estatística, particularmente na estatística robusta. A teoria dos estimadores não viesados pela mediana foi reavivada por George W. Brown em 1947:
| “ | É dito que uma estimativa de um parâmetro unidimensional θ será não viesada pela mediana se, para um θ fixo, a mediana da distribuição da estimativa está no valor θ. Isto é, a mediana da distribuição subestima apenas tantas vezes quanto superestima. Esse requisito parece para a maioria dos propósitos satisfazer tanto quanto o requisito não enviesado pela média e tem a propriedade adicional de ser invariante sob a transformação um–para–um. | ” |

Mais propriedades dos estimadores não viesados pela mediana tem sido reportados. Estimadores não viesados pela mediana são invariantes sob transformações um–para–um.
Há métodos de construção de estimadores não viesados pela mediana que são ideais (no sentido análogo à propriedade da variância mínima considerada para estimadores não viesados pela mediana). Tais construções existem para distribuições de probabilidade com funções da verossimilhança monótonas.
Tal procedimento é análogo ao procedimento de Rao–Blackwell para estimadores não viesados pela média. O procedimento é válido para uma pequena classe de distribuições de probabilidade que realiza o procedimento de Rao–Blackwell, mas para uma classe maior de funções de perda.